# Octan fenylu
Octan fenylu, etanian fenylu, CH
3COOC
6H
5 – organiczny związek chemiczny, ester kwasu octowego i fenolu. Jest to ciecz trudno rozpuszczalna w wodzie o zapachu jaśminu.